# Adalbert Gurath Sr.
Adalbert Gurath Sr., menționat uneori Adalbert Guráth, (în maghiară id. Guráth Béla; n. 7 iulie 1915, Cluj, Austro-Ungaria – d. octombrie 1990) a fost un scrimer român. A concurat în proba individuală de sabie⁠(d) la Jocurile Olimpice de vară din 1952, ajungând până în runda a treia, unde a obținut cel mai înalt loc fără a avansa, totuși, în finală. Fiul său, Adalbert Gurath Jr.⁠(d), a reprezentat, de asemenea, România la probele de scrimă de la Jocurile Olimpice.
A decedat în octombrie 1990.

## Distincții
- Medalia Muncii (19 noiembrie 1952) pentru rezultatele obținute la Jocurile Olimpice de vară de la Helsinski[4]